# Henryk Mostowski
Henryk Mieczysław Mostowski ps. „Gryf” (ur. 2 czerwca 1897 we Lwowie, zm. 30 września 1944 w Warszawie) – doktor praw, prokurator, sędzia, oficer Wojska Polskiego, starosta łódzki, powstaniec warszawski.

## Życiorys
Urodził się 2 czerwca 1897 we Lwowie. W listopadzie 1918 uczestniczył w obronie Lwowa. W 1918 był dowódcą oddziału żandarmerii polowej Brygady Lwowskiej. Porucznik kawalerii ze starszeństwem z dniem 1 czerwca 1919. Początkowo oficer zawodowy w szeregach 14 pułku Ułanów Jazłowieckich, następnie w rezerwie 5 pułku strzelców konnych. W 1934 jako porucznik rezerwy kawalerii był przydzielony do Oficerskiej Kadry Okręgowej nr VI jako oficer przewidziany do użycia w czasie wojny i pozostawał wówczas w ewidencji Powiatowej Komendy Uzupełnień Lwów Miasto.
Po odejściu z armii ukończył studia prawnicze, uzyskując stopień doktora. Pracował jako prokurator, uczestnicząc w procesach politycznych, m.in. o zabójstwo Tadeusza Hołówki i napad na pocztę w Gródku Jagiellońskim. Potem był wiceprokuratorem apelacyjnym w Krakowie (według innej wersji był wiceprezesem Sądu Apelacyjnego w Krakowie). 
Następnie odszedł z wymiaru sprawiedliwości do służby administracyjnej. Od ok. 1937 do 1939 był starostą grodzkim w Łodzi.
Nie uczestniczył w konspiracji. Po wybuchu powstania warszawskiego 1 sierpnia 1944 ochotniczo przyłączył się do oddziałów powstańczych na Żoliborzu, obejmując jako rtm. „Gryf” dowództwo plutonu 257 (Zgrupowanie Żmija). Dowodził nim do 4 września, gdy wskutek tragicznego zdarzenia zmuszony był zastrzelić por. NN „Selima”. Po tym fakcie przeszedł do sztabu Obwodu Żoliborz. Ranny we wrześniu, przebywał w szpitalu. Po wejściu Niemców i własowców, według jednej z wersji popełnił samobójstwo, lub został zastrzelony przez własowca.
W latach dwudziestych dwukrotnie odznaczony Krzyżem Walecznych, po raz pierwszy w 1921. Według stanu z 1938 był odznaczony czterokrotnie Krzyżem Walecznych. W 1938 odznaczony Złotym Krzyżem Zasługi „za przeprowadzenie akcji remontowej i sanitarnej w Łodzi”.